# Pfingstbergkirche

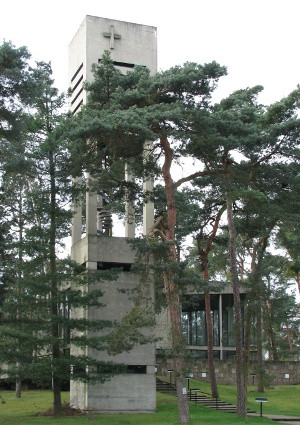
Pfingstbergkirche

Die Pfingstbergkirche ist eine evangelische Kirche im Mannheimer Ortsteil Pfingstberg. Sie wurde zwischen 1962 und 1963 nach den Plänen von Carlfried Mutschler erbaut.

## Geschichte
Die neuzeitliche Besiedlung Pfingstbergs begann erst ab 1921 beim Rangierbahnhof zwischen Seckenheim und Rheinau. Kirchlich gehörten die evangelischen Einwohner zunächst zur Rheinauer Kirche. 1932 wurde in nur wenigen Wochen in Leichtbauweise eine Kirche in Pfingstberg errichtet. Im Zweiten Weltkrieg schwer zerstört, wurde sie anschließend wiederaufgebaut.
Für die Seelsorge waren aber immer noch die Rheinauer Pfarrer zuständig. Erst 1954 wurde ein Vikariat eingerichtet und 1957 dann eine eigene Pfarrstelle, die neben Pfingstberg auch den Stadtteil Hochstätt umfasste. 1962 konnte der Grundstein für eine neue Kirche gelegt werden und im Jahr darauf wurde sie am 13. Oktober von Landesbischof Julius Bender eingeweiht. 2002 schloss sich die Gemeinde mit der Immanuelgemeinde aus dem benachbarten Ortsteil Casterfeld zur Immanuel-Pfingstberggemeinde zusammen.

## Beschreibung

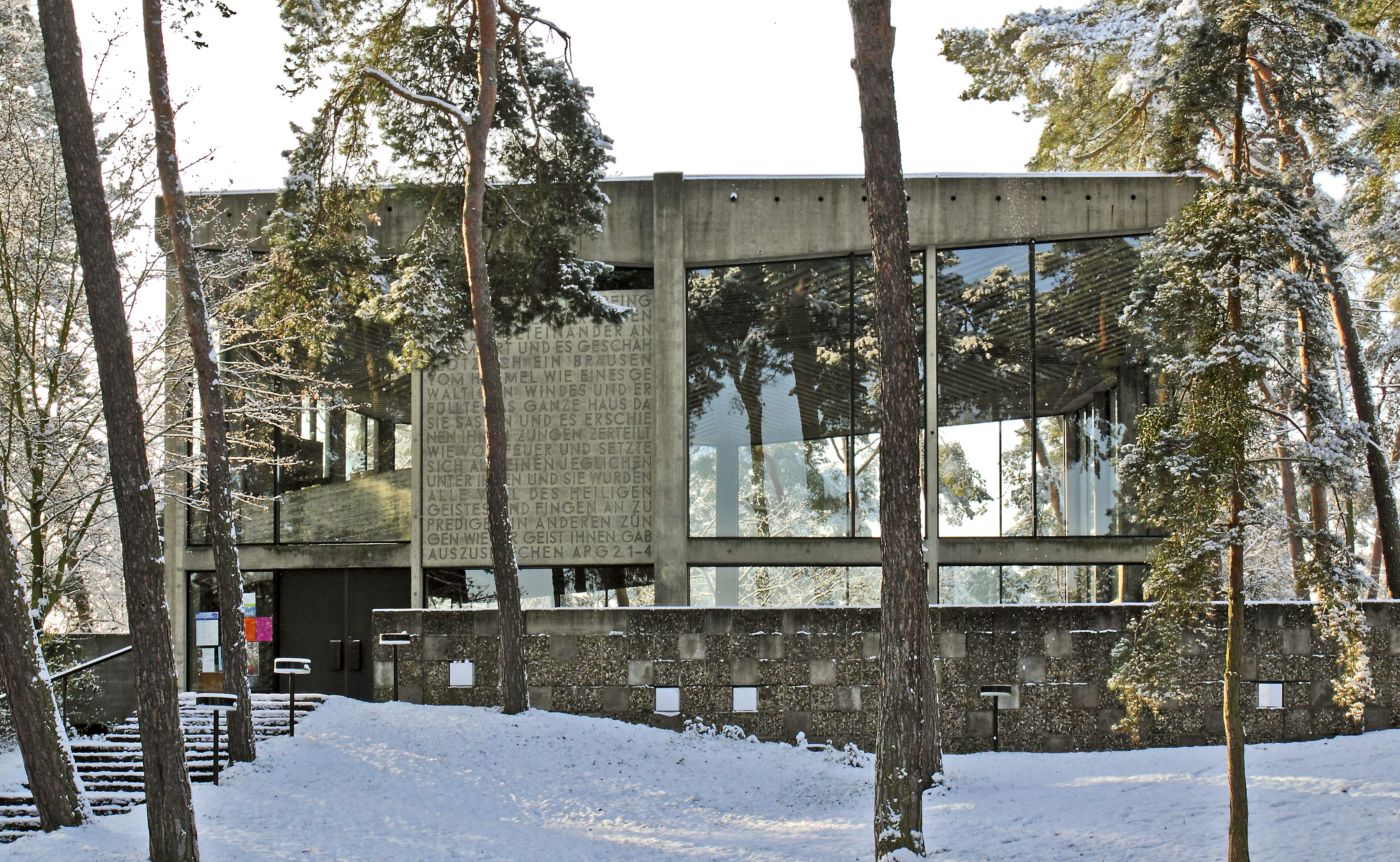
Hauptfront der Kirche

Die Pfingstbergkirche befindet sich – von allen Seiten von Bäumen umgeben – am Waldrand auf einer kleinen Anhöhe. Der auf einem Quadrat basierende Grundriss bildet durch die unmerklich nach außen gezogenen Wände ein Achteck. Die Kirche ist rundum verglast und nur durch schmale Betonpfeiler gegliedert. Dadurch scheint der Innenraum mit dem umgebenden Kiefernwald zu verschmelzen. Lediglich neben dem Eingangsportal ist in der Außenwand ein Betonscheibe eingelassen, die das Pfingstwunder zitiert (Apg 2,1–4 ) und zugleich als Sonnenschutz für die Orgel dient.
Die Einrichtung des Innenraums ist an der Raumdiagonalen ausgerichtet, deren Eckpunkte durch den Eingang an der einen Ecke und den Altar in der anderen Ecke gebildet werden. Hinter dem Altar steht ein Betonrelief, das Otto Herbert Hajek schuf. 
Die Steinmeyer-Orgel auf der Empore über dem Eingang stammt aus dem Jahr 1965 und hat 22 Register auf zwei Manualen und Pedal. 
Der freistehende Glockenturm aus Beton ist 24 Meter hoch. Er enthält vier Glocken, die 1963 von der Glockengießerei Bachert gegossen wurden und auf die Schlagtöne gis′ – h′ – cis″ – e″ gestimmt sind.